# Uhry (Königslutter)
Uhry ist ein am Nordwestrand des Dorm gelegener Ortsteil der Stadt Königslutter am Elm im Landkreis Helmstedt in Niedersachsen.

## Lage und Verkehrsanbindung
Die Ortschaft liegt im südlichen Hasenwinkel, rund 35 km östlich von Braunschweig und etwa 20 km südlich von Wolfsburg. Uhry wird im Osten und Süden von der Uhrau umflossen.
Uhry liegt direkt an der A 2, ohne jedoch über eine eigene Anschlussstelle zu verfügen. Die nächstliegende Anschlussstelle ist Königslutter (59) in rund sieben Kilometern Entfernung. In Ortsnähe von Uhry befindet sich der Autobahnparkplatz Uhry. Landstraßen führen im Norden nach Neindorf, Rhode und Rennau, und im Süden nach Beienrode. Eine Buslinie der Braunschweiger Verkehrs-GmbH führt nach Königslutter und Neindorf, die Wolfsburger Verkehrs GmbH fährt im Berufsverkehr bis in das Volkswagenwerk Wolfsburg.

## Geschichte
Als erste bekannte Erwähnung Uhrys wird eine Urkunde aus dem Jahre 1022 angesehen, in der Wurungon cum silva alabure (Uhry mit dem Wald Ölper) von Bernward von Hildesheim dem Hildesheimer Michaeliskloster übereignet wurde. Später wird Uhry auch als Vringe, Vhringe, Uringe, Uringhe und Uhri bezeichnet.
1534 wurde 1 Capelle tho Uringhe erwähnt, die jedoch in der zweiten Hälfte des 18. Jahrhunderts abgerissen wurde. 1730 gehörten zu Uhry das Rittergut und fünf Bauernhöfe. Während der Franzosenzeit gehörte Uhry von 1807 bis 1813 zum Königreich Westphalen. 1850/51 erfolgte die Verkopplung der Feldmark Uhry. 1859 wurde eine Straße nach Beienrode fertiggestellt, welche die Uhrau mit einer Brücke überquerte und die Durchquerung des sumpfigen Uhrautals erleichterte. Lange Zeit gehörte Uhry zum Amt Fallersleben, das 1885 im neu gebildeten Kreis Gifhorn aufging. 1893 wurde der Schützenverein Uhry gegründet.
Durch den ab 1900 im Nachbarort Beienrode aufgenommenen Kalibergbau vergrößerte sich auch Uhry, da sich eine Anzahl der dort tätigen Arbeiter in Uhry niederließ. 1900 wurde hingegen die Windmühle stillgelegt, im Ersten Weltkrieg brach sie zusammen und wurde nicht wieder aufgebaut. 1902 erfolgte die Einführung einer Pflichtfeuerwehr, 1913 die Einrichtung einer Poststelle und einer Bäckerei. Von 1912 bis 1914 entstand der heutige Gasthof Zur Linde, der einen Vorgängergasthof ersetzte. 1922 wurde das Denkmal für die Gefallenen des Ersten Weltkriegs errichtet. Nach der Schließung des Bergwerks in Beienrode im Jahre 1926 sank auch die Einwohnerzahl von Uhry wieder. Am 17. August 1936 wurde das nahe Uhry vorbeiführende Teilstück Helmstedt–Braunschweig der neuerbauten Reichsautobahn 4, der heutigen A 2, für den Verkehr freigegeben. 1939 erfolgte gemeinsam mit dem Nachbardorf Beienrode die Gründung einer Freiwilligen Feuerwehr. Ab Januar 1945 ließen sich infolge des Zweiten Weltkriegs Flüchtlinge und Heimatvertriebene in Uhry nieder. Am 12. April 1945 erreichten amerikanische Truppen Uhry, ab dem 12. Juni 1945 unterstand Uhry der Britischen Besatzungsmacht. 1949 wurde wieder eine Pflichtfeuerwehr eingerichtet.
1950 war die Einwohnerzahl auf 299 angestiegen, davon waren 165 Flüchtlinge und Heimatvertriebene. Um 1953 wurden der Sportplatz und der Friedhof angelegt, zuvor wurden die Toten aus Uhry in Ochsendorf beigesetzt. Wenige Jahre darauf wurde die Friedhofskapelle erbaut. 1959 vergrößerte sich die Bäckerei und baute ein neues Ladengeschäft an, und an der Straße nach Beienrode wurde die inzwischen 100 Jahre alte Brücke über die Uhrau durch einen heute noch bestehenden Neubau ersetzt. Anfang der 1960er Jahre bekam Uhry eine zentrale Wasserversorgung, zuvor hatte jedes Haus einen Brunnen. Von 1965 an bildeten die Gemeinden Ahmstorf, Almke, Klein Steimke, Rhode und Uhry die Gesamtgemeinde Rhode, ohne dass die Mitgliedsgemeinden ihre Selbstständigkeit aufgaben. Ab 1969 folgte der Anschluss der Häuser an die Kanalisation, welche die Sickergruben der einzelnen Häuser ersetzte. 1971/72 bekamen erstmals alle Straßen in Uhry Namen.
Am 1. März 1974 wurde die aus dem Landkreis Gifhorn stammende Gemeinde Uhry in die Stadt Königslutter am Elm und damit in den Landkreis Helmstedt eingegliedert. 1976 folgte wieder die Gründung einer Freiwilligen Feuerwehr. Zuvor war Uhry der einzige Ort im Landkreis Helmstedt gewesen, in dem noch keine Feuerwehr bestand. 1996 wurde die Poststelle geschlossen, nachdem ein Jahr zuvor die Deutsche Bundespost privatisiert worden war.
1995 wurde der Dienstbetrieb der Freiwilligen Feuerwehr Uhry eingestellt und 2010 folgte ihre Auflösung, weil ihre Mitgliederzahl zu gering geworden war. Der Brandschutz wurde von den Feuerwehren Beienrode, Königslutter und Ochsendorf übernommen. 2006 wurde der Radweg nach Beienrode gebaut, 2011 erfolgte die Renaturierung der Uhrau und letztmals die Wahl eines eigenen Ortsrats für Uhry. 2013 schloss die Bäckerei in Uhry; sie besteht heute in Königslutter fort.

## Einwohnerentwicklung
| Jahr      | 1854 | 1905 | 1910 | 1925 | 1933 | 1939 | 1950 | 2011 | 2014 | 2018 |
| --------- | ---- | ---- | ---- | ---- | ---- | ---- | ---- | ---- | ---- | ---- |
| Einwohner | 140  | 236  | 204  | 196  | 144  | 157  | 299  | 156  | 143  | 140  |

## Einrichtungen
Zur Infrastruktur gehören ein Sportplatz und ein Friedhof, auf dem sich auch eine Kapelle, das Kriegerdenkmal und ein freistehender Glockenturm befinden. Einzige Gaststätte ist der Gasthof Zur Linde, dem ein Saal und ein Schießstand angeschlossen sind.
Bis 2019 bestand in Uhry die Auferstehungskapelle der Evangelisch-Freikirchlichen Gemeinde Uhry (Baptistengemeinde). Sie entstand durch die Vertreibung von Gläubigen aus den Ostgebieten des Deutschen Reiches nach Ende des Zweiten Weltkriegs, die sich im Raum Uhry niederließen. 1965/66 wurde die Kirche in Uhry erbaut und von 1974 bis 1978 erweitert. Die evangelisch-lutherischen Einwohner gehören zum Pfarrbezirk St. Stephani (Ochsendorf) der Gemeinde Hasenwinkel im Kirchenkreis Wolfsburg-Wittingen der Landeskirche Hannovers, katholische Einwohner gehören zur Kirche St. Mariä Himmelfahrt (Königslutter). Eine nahe dem Rittergut bestehende Kapelle wurde in der zweiten Hälfte des 18. Jahrhunderts abgerissen.
In Uhry ist der Schützenverein Uhry von 1893 e. V. aktiv. Zudem bildet Uhry mit dem Nachbardorf Beienrode den 1963 gegründeten Sportverein SV Beienrode/Uhry e. V. Fußball spielt der Verein in der Spielgemeinschaft Ochsendorf/Beienrode/Rhode/Uhry.
Die Bäckerei Tolle, die auch ein Lebensmittelsortiment anbot, wurde aufgegeben, so dass in Uhry heute keine Einkaufsmöglichkeit für Waren des täglichen Bedarfs mehr besteht. Der Kaufmannsladen Bührig schloss bereits 1954. Auch die Poststelle II Uhry, die dem Postamt Helmstedt zugeordnet war, die Freiwillige Feuerwehr und die nahe dem nördlichen Ortsrand gelegene Windmühle bestehen nicht mehr.
Das heutige Rittergut ist ein Vierseithof. Vom 14. Jahrhundert an bis zu ihrem Aussterben 1782 wurde die Familie von Kißleben als Lehnsbesitzer genannt. Ihre Nachfolger, die Familie von Wallmoden-Gimborn, ließ im 18. und 19. Jahrhundert einen Großteil der heutigen Gutsgebäude errichten. Nach dem Tod der Reichsgräfin Zoé von Wallmoden-Gimborn (1810–1894), geborene Gräfin von Grünne und Witwe von Karl August Ludwig von Wallmoden-Gimborn, kam das Gut durch Erbfolge an die Familie von Kielmansegg, bis es 1962 verkauft wurde. Heute sind seine Ackerflächen verpachtet.
Einen Kindergarten oder eine Schule gab es in Uhry nicht. Im nahegelegenen Beienrode ist eine Kindertagesstätte vorhanden, die sich in Trägerschaft der Stadt Königslutter befindet. Die Grundschule für Uhry ist seit den 1960er Jahren die Grundschule Hasenwinkel in Wolfsburg-Neindorf, zuvor gingen die Kinder aus Uhry in Beienrode zur Schule.

## Politik

### Ortsrat
Der Ortsrat Beienrode/Uhry setzt sich seit 2021 aus vier Ratsherren und drei Ratsfrauen folgender Partei zusammen:
- FWBU (Freie Wähler Beienrode/Uhry): sieben Sitze

(Stand: Kommunalwahl 12. September 2021)
Nach der 1974 erfolgten Eingemeindung in die Stadt Königslutter vertraten zunächst ein Ortsvorsteher und sein Stellvertreter die Belange von Uhry. Von 1996 bis 2016 verfügte Uhry über einen Ortsbürgermeister sowie einen eigenen Ortsrat, der fünf Sitze umfasste. 2011 wurde letztmals ein eigener Ortsrat für Uhry gewählt, für den nur Mitglieder der FWU (Freie Wählergemeinschaft Uhry) angetreten waren.

### Ortsbürgermeister
Der Ortsbürgermeister für Beienrode und Uhry ist seit 2021 Marcus Altmann (FWBU), vertreten wird er durch Jörg Luchs (FWBU).

### Wappen
Der Entwurf des Wappens von Uhry stammt vom in Isernhagen geborenen und später in Hannover lebenden Heraldiker und Wappenmaler Gustav Völker, der schon die Wappen von Großburgwedel, Mellendorf, Wunstorf und vielen anderen Ortschaften in der Region Hannover entworfen hat. Der Gemeinderat der bis zum 1. März 1974 zum Landkreis Gifhorn gehörigen Gemeinde nahm das Wappen am 20. Dezember 1959 an. Der Regierungspräsident des Regierungsbezirks Lüneburg genehmigte es am 2. Februar 1960.
| Wappen von Uhry | Blasonierung: „In Grün ein silberner Schräglinkswellenbalken, überkreuzt von einem, mit einem grünen Faden belegten, silbernen Schrägbalken; in den Winkeln seitlich je ein goldenes Eichenblatt, oben eine goldene Eichel, unten eine goldene Ähre.“ |
| Wappen von Uhry | Wappenbegründung: Das Wappen von Uhry stellt sozusagen grafisch eine Landkarte dar. Im grünen Schild kreuzen sich der Bach Uhrau und die dem Ort nahegelegene A 2 auf dem Teilstück Hannover – Berlin, die Uhry gleichsam in vier Teile teilen. Die obige Eichel, das rechte und linke Eichenblatt und die Ähre kennzeichnen Uhry als einen von Waldreichtum und Landwirtschaft geprägten Ort. |

## Hasenwinkel
Uhry gehört mit den Orten Heiligendorf, Neindorf, Almke, Klein Steimke, Ochsendorf, Rhode, Ahmstorf, Beienrode, Rennau und Rottorf zur Landschaft des Hasenwinkels, der sich südlich an das in der Stadt Wolfsburg aufgegangene Grevenland anschließt. Die Landschaften Hasenwinkel und Grevenland gehörten im späten Mittelalter zum Amt Fallersleben.

## Quarzsandabbau

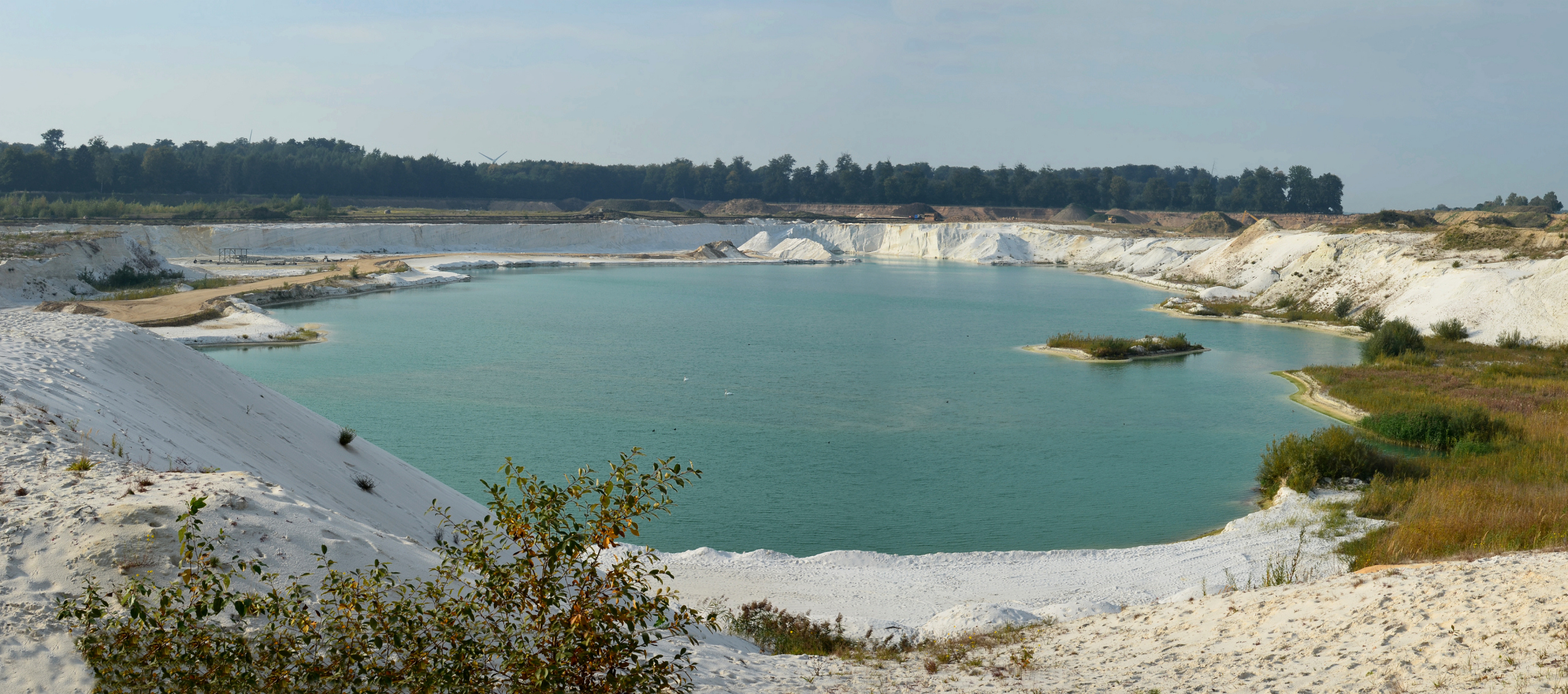
Seenlandschaft des Quarzsandabbaus

Nordöstlich von Uhry gelegen befindet sich ein Abbaugebiet für Quarzsand. Vor etwa 70 Millionen Jahren befand sich auf dem Gebiet des heutigen Uhrys ein Flussdelta, in dem sich feine Sande und Kiese ablagerten. Dabei entstanden die weißen Sande, die fast vollständig aus Quarzsand bestehen. In der Saalekaltzeit vor rund 200.000 Jahren wurde über den feinen Sanden eine mehrere Meter dicke Schicht aus Sand, Kies und großen Findlingen abgelagert.
Etwa 300 dieser Steine liegen im Findlingsgarten Königslutter in einer nachempfundenen Eiszeitlandschaft. Der Findlingsgarten wurde vom Freilicht- und Erlebnismuseum Ostfalen (FEMO) mit Sitz in Königslutter eingerichtet. Der größte in der Sandgrube gefundene Findling hat rund 45 t Gewicht. Er ist an einem Informationspunkt an der Verbindungsstraße von Uhry nach Rhode aufgestellt. Von dieser Stelle hat man einen guten Ausblick auf die Sandgruben und die darin entstandenen Seen.
Seit Ende des 19. Jahrhunderts ist der Abbau des Quarzsandes belegt. Er fand damals als Scheuersand sowie zur Glasherstellung Verwendung. Der Abbau erfolgt unter der Wasseroberfläche mittels Saugbagger, danach wird der Sand gereinigt und nach Korngrößen sortiert. Heute gehört das Kieswerk Uhry zur Evers & Co. GmbH in Helmstedt.